# Жукоцкий, Дмитрий Николаевич
Дмитрий Николаевич Жукоцкий (11 ноября 1930, Пальмировка, Пятихатский район — 18 октября 1988, Курган) — советский хозяйственный, государственный и партийный деятель, кандидат экономических наук (1970).

## Биография
Дмитрий Николаевич Жукоцкий родился 11 ноября 1930 года в семье колхозника в селе Пальмировка Пальмировского сельского совета Пятихатского района Украинской ССР, ныне село входит в Пятихатскую городскую общину Каменского района Днепропетровской области Украины. Украинец.
В 1937 году пошёл в Пальмировскую среднюю школу, но учеба была прервана в 1941 году войной и оккупацией немцами территории Днепропетровской области.
В 1943 году, после освобождения Украинской ССР Рабоче-крестьянской Красной Армией продолжал учебу и одновременно работал в колхозе, за что был удостоен в 1947 году первой правительственной награды — медали «За доблестный труд в Великой Отечественной войне 1941—1945 гг.».
После окончания школы в 1949 году поступил в Запорожский институт сельскохозяйственного машиностроения, который окончил в 1954 году.
В 1954 году вступил в КПСС.
Направлен на Курганский машиностроительный завод, где работал инженером-конструктором, старшим инженером в отделе главного технолога, заместителем главного технолога завода.
В октябре 1954 года избран секретарем комитета ВЛКСМ Курганского машиностроительного завода.
В 1955 году избран первым секретарём Промышленного районного комитета ВЛКСМ города Кургана. Район образован 12 мая 1955 года, упразднён 8 мая 1956 года.
В связи с упразднением районного деления, вернулся на Курганский машиностроительный завод, работал начальником технологического бюро, заместителем начальника механического цеха, начальником инструментального отдела, начальником инструментального цеха.
В 1959—1961 годах — заведующий промышленно-транспортным отделом Курганского горкома КПСС.
В 1961 году — заместителем заведующего промышленно-транспортным отделом Курганского обкома КПСС.
С июня 1961 года — заведующий промышленно-транспортным отделом Курганского обкома КПСС, первый секретарь Курганского горкома КПСС.
В июне 1962 года избран первым секретарём Курганского городского комитета КПСС. 1 февраля 1963 года горком упразднён.
С 1963 года — заведующий промышленным отделом Курганского обкома КПСС.
В феврале 1969 года вновь избран первым секретарем Курганского горкома партии.
В 1970 году защитил диссертацию «Пути повышения эффективности вспомогательного производства на машиностроительных заводах», ему была присвоена ученая степень кандидата экономических наук.
Делегат XXIV съезда КПСС (март — апрель 1971 года).
В 1973—1980 годах — секретарь Курганского обкома КПСС.
В 1980—1988 годах — директор Курганского филиала Государственного Союзного проектного института «Союзтрансмашпроект», подчиненного Министерству оборонной промышленности СССР.
Неоднократно избирался депутатом Курганского областного и городского Советов депутатов трудящихся, с 1969 года — в состав бюро обкома КПСС. 
Дмитрий Николаевич Жукоцкий умер 18 октября 1988 года в городе Кургане Курганской области.
Похоронен на кладбище села Кетово Кетовского сельсовета Кетовского района Курганской области, ныне село — административный центр Кетовского муниципального округа той же области.

## Награды
- Орден Трудового Красного Знамени, 1971 год
- Орден Знак Почёта, 1966 год
- Юбилейная медаль «За доблестный труд. В ознаменование 100-летия со дня рождения Владимира Ильича Ленина», 1970 год
- Медаль «За доблестный труд в Великой Отечественной войне 1941—1945 гг.», 1947 год
- Медаль «Ветеран труда», 1986 год
- Медаль «За освоение целинных земель», 1969 год

## Память
В ГКУ «Государственный архив социально-политической истории Курганской области» хранится Фонд № 6985. Жукоцкий Дмитрий Николаевич. 

## Семья
- Жена — Жукоцкая Лидия Федотовна (7 марта 1930 — 28 июня 2012)
  - Сын — Жукоцкий Владимир Дмитриевич (6 марта 1954, Пальмировка, Днепропетровская область — 4 августа 2006, Курганская область) — советский и российский философ и политолог, специалист в области философии религии и культуры, доктор философских наук, профессор.